# Следующий Доктор
«Следующий Доктор» — первая серия специальных выпусков сериала «Доктор Кто» после его четвёртого сезона, специальный рождественский эпизод. Премьера серии состоялась 25 декабря 2008 года на канале BBC One.

## Сюжет
Возвращаются киберлюди. Доктор попадает в Рождество 1851 года, где встречает человека, зовущего себя Доктором.